# 엥겔의 법칙

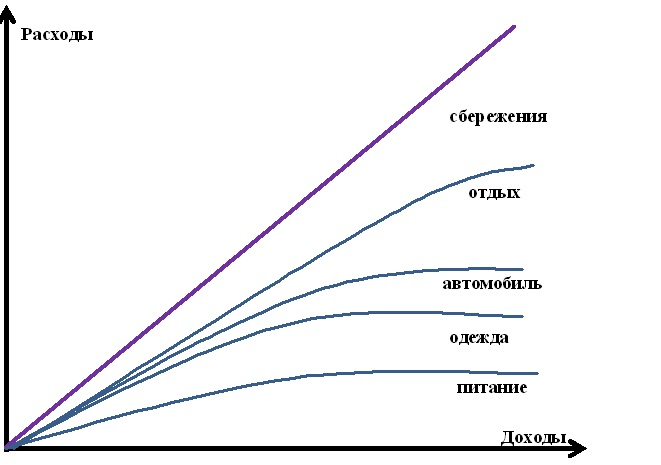

엥겔 계수(Engel's coefficient)는 경제학 용어로, 총지출에서 식료품비 지출이 차지하는 비율을 계산한 값이며, 이 값이 저소득 가계에서 높고 고소득 가계에서 낮다는 통계적 법칙을 엥겔의 법칙(-法則, 독일어: Engelsches Gesetz)이라 한다. 이것은 법칙의 발견자인 에른스트 엥겔의 이름을 따서 명명되었다.
식료품은 생존을 위해 필수적이기 때문에 어떤 가정에서든 일정 정도는 소비해야 하지만, 또한 무조건 많이 소비해야 만족도가 높은 재화는 아니기 때문에 소득이 증가하더라도 식료품비는 크게 증가하지 않는다. 따라서 소득이 적을수록 식료품비 지출의 비중이 크고, 반대로 소득이 많을수록 식료품비 지출의 비중은 낮은 경향이 있다.

## 개요
각 가계는 실수입 중에서 소득세 등 직접세(직접세-조세공과)를 공제한 이른바 가처분소득(可處分所得)을 소비지출이나 저축에 쓰는 것이지만 이 소비지출은 다시 식료비, 주거비, 피복비, 광열비, 잡비 등으로 나누어진다. 이제 1965년을 기준으로 하여 지난 5년간의 연간 소비지출의 비목별 변동상황을 살펴보면 식료비와 광열비는 각각 30%, 43%씩 증가하여 5대비목중 그 증가율이 가장 낮으며 주거비는 120%, 잡비는 138.8%, 피복비는 212.3%라는 실질수준의 증가로 나타났다. 이와 같이 소비수준의 변동에 따라 소비구조면에서도 같은 현상이 나타나고 있다. 즉 엥겔 계수는 점차 낮아져 1965년에 56.7%이던 것이 1975년에는 43.6%로 무려 13.1%나 낮아졌고 광열비는 5.8%에서 5.4%로 0.4%, 피복비는 1.6% 낮아진 반면 주거비는 8.9%, 잡비는 3.2%가 높아졌음을 알 수 있다. 이와 같이 생활필수품인 식료품비와 광열비의 증가율이 구성비면에서 낮게 나타나고 주택이나 가구의 장식, 피복에의 지출 등 문화적 지출이 증가한 현상은 도시가계의 생활수준이 점차로 향상되어 가고 있음을 나타내고 있다. 한편 1995년 전도시의 가구당 엥겔 계수는 25.5%로 나타났으며, 계층별로는 근로자 가구가 25.1%, 봉급자 가구가 23.3%로 나타났고, 주거비는 근로자 가구가 높게 나타났으며, 전가구로는 3.4%였다. 피복비는 전가구가 7.0%, 근로자 가국가 6.9%, 봉급자 가국가 6.9%로 비슷한 수준으로 나타났다. 또한 교육·교양·오락비는 전가국가 13.3%, 근로자 가구가 12.6%, 봉급자 가구가 12.9%로 나타나 도시가계의 생활수준이 향상되면서 가계지출에서 식비가 차지하는 엥겔 계수는 점차 낮아지는 반면 교육비나 교양·오락비에 쓰이는 비용은 조금씩 높아지고 있다.  이 엥겔 계수는 일반적으로 소득이 고도화되고 생활이 풍부해짐에 따라서 저하되는 경향이 있다. 엥겔은 그의 저서 『벨기에 근로자 가족의 생활비의 과거와 현재』(1885) 중에서 ‘노동자 가계의 총지출 중에 점하고 있는 식료비의 비중은 저소득호(低所得戶)일수록 높다’라고 하는 소위 엥겔 법칙을 발견해 냈다. 이와 같이 엥겔 계수는 고소득호일수록, 또한 생활수준이 향상되면 될수록 저하하는 경향이 있어서 총소비지출 중에서 점하고 있는 식비를 제외한 비목의 비중이 어떻게 역(逆)을 고조하느냐가 문제 된다.  일반적으로 바우어(O.Bauer)의 정식(定式)에 따르면 다음과 같이 말할 수 있다. 즉 소득이 증가하여 총지출액이 증가함에 따라서 주거비에 대한 지출비중은 처음엔 감소되지만 어느 한도를 넘으면 불변하든가 또는 증대된다. 피복비의 비중은 처음에는 증대하지만 어느 한도를 넘으면 불변 혹은 감소된다. 주로 잡비 중에 포함되어 있는 문화, 교양관계 비목의 비중은 끊임 없이 증대한다고 하는 것이다. 따라서 엥겔 계수의 저하는 문화, 교양, 오락의 향상이든가 주거, 피복의 개선이라든가 일반적으로 우리들의 생활내용이 풍부해졌다는 것과 표리관계가 있다고 말할 수 있으며 또한 소득계층간·국제간의 상대적인 계수의 고저는 빈부의 차나 경제단계의 상위를 말해준다. 다만 단기적으로는 소비지출의 대상이 되는 재화나 서비스의 가격변화가 생겨서 실질적인 소비내용은 동일한 것임에도 불구하고 지출 구성 비중이 등락(騰落)하는 일도 있을 것이다. 예를 들면 미가(米價)의 일반물가에 대한 비율, 즉 미(米)의 상대가격이 쌀 때에는 엥겔 계수가 낮게 될 것이며 그와 반대의 경우에는 높아질 것이다.  소비자지출에 대한 엥겔 계수를 세계 여러나라와 비교하면 그 차이를 쉽게 엿볼 수 있다. 1인당 소득수준이 높은 선진국이라고 할만한 국가를 예를 들면, 캐나다, 미국, 벨기에, 룩셈부르크, 스웨덴, 스위스 등은 상대적으로 낮은 엥겔 계수가 기록되어 일단 생활수준이 높은 것을 말하고 있다. 이에 대하여 후진 저개발 제국에서는 50∼60이라는 상당히 높은 계수가 기록되어 그 생활내용의 빈곤함을 상상할 수 있다.

## 같이 보기
- 엥겔 곡선